# Itália na Copa do Mundo FIFA de 2010
A Seleção Italiana de Futebol é uma das 32 participantes da Copa do Mundo FIFA de 2010, realizada na África do Sul.

## Jogadores
| #  | Nome                | Posição      | Idade | J na Sel | Clube      |
| -- | ------------------- | ------------ | ----- | -------- | ---------- |
| 1  | Gianluigi Buffon    | Goleiro      | 32    | 47       | Juventus   |
| 2  | Christian Maggio    | Defensor     | 28    | 76       | Napoli     |
| 3  | Domenico Criscito   | Defensor     | 23    | 6        | Genoa      |
| 4  | Giorgio Chiellini   | Defensor     | 25    | 32       | Juventus   |
| 5  | Fabio Cannavaro     | Defensor     | 36    | 40       | Juventus   |
| 6  | Daniele De Rossi    | Meiocampista | 26    | 53       | Roma       |
| 7  | Simone Pepe         | Meiocampista | 26    | 15       | Udinese    |
| 8  | Gennaro Gattuso     | Meiocampista | 32    | 16       | Milan      |
| 9  | Vincenzo Iaquinta   | Atacante     | 31    | 36       | Juventus   |
| 10 | Antonio Di Natale   | Atacante     | 33    | 11       | Udinese    |
| 11 | Alberto Gilardino   | Atacante     | 27    | 73       | Fiorentina |
| 12 | Federico Marchetti  | Goleiro      | 27    | 9        | Cagliari   |
| 13 | Salvatore Bocchetti | Defensor     | 32    | 73       | Genoa      |
| 14 | Morgan De Sanctis   | Goleiro      | 33    | 10       | Napoli     |
| 15 | Claudio Marchisio   | Meiocampista | 24    | 11       | Juventus   |
| 16 | Mauro Camoranesi    | Meiocampista | 33    | 41       | Juventus   |
| 17 | Angelo Palombo      | Meiocampista | 28    | 36       | Sampdoria  |
| 18 | Fabio Quagliarella  | Atacante     | 27    | 2        | Napoli     |
| 19 | Gianluca Zambrotta  | Defensor     | 33    | 45       | Milan      |
| 20 | Giampaolo Pazzini   | Atacante     | 25    | 15       | Sampdoria  |
| 21 | Andrea Pirlo        | Meiocampista | 30    | 2        | Milan      |
| 22 | Riccardo Montolivo  | Meiocampista | 25    | 73       | Fiorentina |
| 23 | Leonardo Bonucci    | Defensor     | 29    | 56       | Bari       |
| T  | Marcello Lippi      |              |       |          |            |

## Participação

### Primeira fase
| Pos | Equipe        | Pts | J | V | E | D | GP | GC | SG | Classificado      |
| --- | ------------- | --- | - | - | - | - | -- | -- | -- | ----------------- |
| 1   | Paraguai      | 5   | 3 | 1 | 2 | 0 | 3  | 1  | +2 | Fase eliminatória |
| 2   | Eslováquia    | 4   | 3 | 1 | 1 | 1 | 4  | 5  | −1 | Fase eliminatória |
| 3   | Nova Zelândia | 3   | 3 | 0 | 3 | 0 | 2  | 2  | 0  | Eliminado         |
| 4   | Itália        | 2   | 3 | 0 | 2 | 1 | 4  | 5  | −1 | Eliminado         |

| 14 de junho de 2010 | Itália       | 1-1    | Paraguai    | Estádio Green Point                           |
| 20:30               | De Rossi 63' | Súmula | Alcaraz 39' | Público: 62 869 Árbitro: MEX Benito Archundia |

| 20 de junho de 2010 | Itália             | 1-1 | Nova Zelândia | Mbombela Stadium, Nelspruit                |
| 16:00               | Iaquinta 29' (pen) |     | Smeltz 7'     | Público: 38 229 Árbitro: GUA Carlos Batres |

| 24 de junho de 2010 | Eslováquia                    | 3-2 | Itália                             | Estádio Ellis Park, Johannesburgo        |
| 16:00               | Vittek 25', 73' · Kopúnek 89' |     | Di Natale 81' · Quagliarella 90+2' | Público: 53 412 Árbitro: ENG Howard Webb |